# فنیل‌سرین آلدولاز
در علم آنزیم‌شناسی، یک فنیل‌سرین آلدولاز (عدد گروه آنزیم 4.1.2.26) آنزیمی است که واکنش شیمیایی زیر را کاتالیز می‌کند:
ال-ترئو-۳-فنیل‌سرین {\displaystyle \rightleftharpoons } گلیسین + بنزآلدهید
از این رو، این آنزیم دارای یک بستر، ال-ترئو-۳-فنیل‌سرین، و دو محصول، گلیسین و بنزآلدهید است.
این آنزیم متعلق به خانواده لیازها، به ویژه آلدهید-لیازها، است که پیوندهای کربن-کربن را می‌شکافد.